# Karuna Banerjee
Karuna Banerjee (করুণা ব্যানার্জী) bila je bengalska filmska glumica te suradnica redatelja Satyajita Raya, sudjelovajući u njegovu filmu nazvanom Božica (1960.). 
Karuna je rođena 25. prosinca 1919. godine te je studirala u Kalkuti. Glumica je preminula 13. studenoga 2001.

## Filmografija
- Mahakavi Kalidas
- Pather Panchali
- Aparajito
- Manmoyee Girls' School
- Headmaster
- Kato Ajanare
- Shubha Bibaha
- Božica
- Kanchenjungha
- To Light a Candle
- Interview
- Calcutta 71
- Sandhya Raag